# Марія Гіз
Марія де Гіз (French: Marie de Guise; також Mary of Lorraine, 22 листопада 1515, Бар-ле-Дюк — 11 червня 1560, Единбург) — королева Шотландії, дружина короля Якова V і регент Шотландії в 1554–1560 роках. Період її регентства став критичним для вибору напрямку подальшого політичного та релігійного розвитку країни.

## Молодість і шлюб з Яковом V

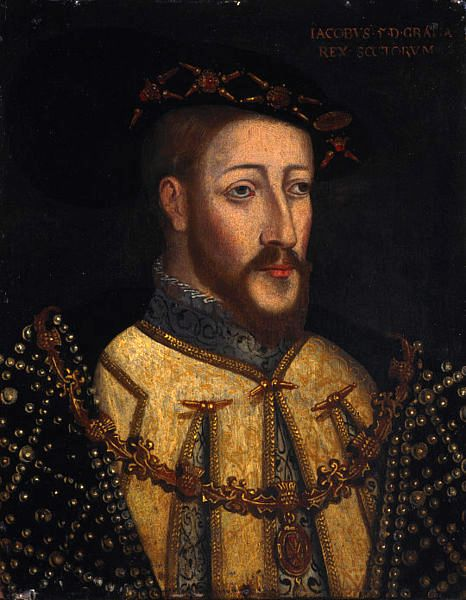
Яків V

Марія була старшою дочкою герцога Гіза, Клода I і його дружини Антуанетти Бурбон-Вандом. Ім'я отримала на честь бабусі, Марії Люксембурзької.
В 1534 році одружилася з герцогом Лонгвіля Людовиком II, близьким родичем короля Франції. Проте через три роки перший чоловік помер. Одночасно померла Магдалина Валуа, перша дружина короля Шотландії Якова V, і король, вірний союзу з Францією, став шукати нову наречену з французьких аристократок. 18 травня 1538 року в       соборі Паризької Богоматері відбулося весілля Марії і короля Шотландії. Незабаром молода королева прибула на свою нову батьківщину, залишивши у Франції сина від першого шлюбу.
У Марії Гіз і Якова V було троє дітей, але двоє старших синів померли в дитинстві, не доживши до року. Останній дитині, Марії, на момент смерті батька 14 грудня 1542 року виповнилося лише 6 днів. Тим не менш, вона була проголошена королевою Шотландії під ім'ям Марії I Стюарт.

## Боротьба за владу
Для управління країною в період неповноліття королеви Марії I була сформована регентська рада на чолі з Джеймсом Гамільтоном,2-м графом Аррану. Регент став проводити політику орієнтації на Англію, почалися переговори про шлюб Марії Стюарт і сина англійського короля Генріха VIII, активно заохочувалося поширення протестантства англіканського толку. У той же час навколо кардинала Битона сформувалася профранцузька партія, до якої, природно, долучилася Марія Гіз.
В кінці 1543 р., роздратований непомірними вимогами Генріха VIII, регент змістив англофільскіх баронів і розірвав союз з Англією. Це спровокувало вторгнення англійської армії, перед яким уряд виявився безсилим. В результаті, влітку 1544 р. Арран був тимчасово відсторонений від влади, а його місце зайняла Марія де Гіз, якій вдалося об'єднати навколо себе досить різнорідні групи: від затятих прихильників орієнтації на Францію на чолі з кардиналом Бітоном, до помірних англофілів на чолі з графом Ангус. Політика нового уряду була обережною: не йдучи на поводу у Генріха VIII, Марія проте не поспішала і виконувати побажання Франції. Прагнення до компромісів, однак, призвело до швидкого поширення в Шотландії (насамперед у містах, Файф і Кайлі) протестантства.

## Між Англією і Францією
29 травня 1546 р. в своєму замку радикальними протестантами були убитий кардинал Бітон, що викликало серйозну політичну кризу: вбивці захопили Сент-Ендрюс, утримуючи там заручників, по країні прокотилася хвиля виступів протестантів, ряд католицьких церков було зруйновано, а багато церковних земель захоплено. Уряд, який знову очолив граф Арран, не могло впоратися з ситуацією і було змушене звернутися за допомогою до Франції. 31 липня 1547 р. французький експедиційний корпус вибив протестантів із Сент-Ендрюса і заарештував учасників заколоту. У відповідь в Шотландію вторглися англійські війська герцога Сомерсета, які у вересні 1547 р. розгромили шотландців у битві при Пінкі. Англійські гарнізони були розквартировані в найважливіших фортецях східній частині країни.
Неможливість згуртування католицьких і протестантських сил країни змусила Марію Гіз і графа Аррану знову звернутися за допомогою до Франції. Ситуація була сприятливою: у 1547 році на престол Франції зійшов король Генріх II, налаштований на відновлення війни з Англією з метою повернення Булоні і Кале, при французькому дворі лідируючі позиції зайняли представники родини Гізів, брати Марії Гіз. 7 липня 1548 року був укладений договір про шлюб королеви Марії Стюарт і старшого сина Генріха II, дофіна Франциска, і незабаром п'ятирічна королева була відправлена до Франції. У Шотландію були введені французькі війська, які витіснили англійців з більшості фортець. Булонський мир 24 березня 1550 року, завершив англо-французьку війну, англійські війська покинули Шотландію.
В 1550 р. Марія Гіз здійснила поїздку у Францію, в ході якої їй вдалося заручитися французькими субсидіями та пенсійного для нерішучих шотландських баронів. Повернувшись до Шотландії в 1551 році королева скористалася падінням популярності графа Аррану і в квітні 1554 домоглася його усунення з поста регента країни. Правителем Шотландії стала одноосібно Марія Гіз.

## Регент Шотландії

### Політика умиротворення і її провал
Політика Марії де Гіз в 1554-1560 рр. багато в чому визначалася інтересами Франції. У відношенні протестантів королева була спочатку налаштована миролюбно: не будучи фанатичною католичкою, Марія не створювала перешкод для дій протестантських проповідників. Вона навіть намагалася використовувати їх проти Англії, де з 1553 р. встановився ультра-католицький режим королеви Марії Тюдор. На бік реформаторської церкви перейшли ряд великих шотландських магнатів (граф Аргайл, лорд Лорн, граф Мортон і інші). Марія Гіз прагнула залучити на свій бік якомога ширші верстви — городян, помірних англофілів, протестантів, надаючи їм різні привілеї і роздаючи пенсіони.
Однак ця політика значною мірою зводилася нанівець французьким домінуванням в Шотландії: французькі війська були розміщені в шотландських фортецях, радники з Франції зайняли важливі посади в королівській адміністрації. Фінансова система країни не могла задовольнити всі зростаючі потреби державного апарату, спроби запровадження податків викликали різкий опір всіх верств суспільства, а набір в армію для війни з Англією провалився. Марія була змушена все більше і більше покладатися на французькі субсидії та матеріальну допомогу. За це їй довелося йти на значні поступки: згідно із секретними додатками до шлюбного договору 1558 року між Марією Стюарт і Франциском Валуа королева передавала Шотландію французькому королю в разі відсутності дітей від цього шлюбу, що створювало загрозу перетворення Шотландії в одну з провінцій французького королівства.
Останній захід політики умиротворення Марії Гіз — скликання в березні 1559 року собору шотландської церкви, покликаної реформувати церковні порядки. Однак його половинчасті рішення не могли задовольнити ні католиків, ні протестантів.
Ситуація змінилася в кінці 1558 року: на престол Англії зійшла королева Єлизавета I, знову повернувши країну на шлях протестантства. Марія Стюарт, вважаючи Єлизавету, згідно з церковними канонами, незаконною дочкою Генріха VIII, оголосила про свої претензії на престол Англії. Франція, де королем став чоловік Марії Стюарт Франциск II, була готова підтримати претензії королеви.

### Протестантська революція
На початку 1559 року в Шотландію прибув Джон Нокс, ревний протестантський проповідник, прихильник рішучих дій проти католицької церкви, а також затятий противник так званого жіночого правління. Під впливом його проповідей 11 травня в Перті спалахнуло повстання протестантів. Повсталі руйнували католицькі святині, розоряли монастирі і абатства. На їх бік перейшли граф Аргайл і ряд інших аристократів. Війська протестантів рушили на південь і зайняли Единбург. Марія Гіз була змушена відступити, але їй вдалося зміцнитися в Лейте, куди незабаром прибули французькі підкріплення. Протестанти в свою чергу звернулися за допомогою до Англії. Арран також приєднався до повстання і оголосив про усунення Марії з поста регента країни. Тим не менш французькі загони перейшли в наступ і незабаром витіснили протестантів з Единбурга. У відповідь Арран і лідери протестантської партії уклали 27 лютого 1560 р. угоду з Англією, що передбачала введення англійських військ на територію країни.
В кінці березня 1560 р. в Шотландію вступили англійські війська. Вперше в історії їх зустрічали як визволителів країни: спільність релігії значила тепер більше, ніж національні відмінності. Англійці осадили Марію Гіз і французьку армію в Лейте. Ситуація ускладнилася подіями у Франції: партія Гізів була на час відсторонена від управління, що означало неможливість подальшої військової допомоги королеві. Франція тепер схилялася до примирення з Англією. 6 липня 1560 р. між англійським і французьким послами був підписаний Единбурзький договір і обидві країни зобов'язалися вивести свої війська з Шотландії. Незадовго до його підписання Марія де Гіз померла. Існує думка, що вона була отруєна за наказом Єлизавети Англійської, проте ця точка зору історично не підтверджена.
Смерть Марії Гіз і Единбурзький договір стали поворотними для політичного і релігійного розвитку Шотландії: традиційна орієнтація на Францію втратила своє значення, на місце трьохсотрічним англо-шотландським війнам прийшов період миру та зближення двох британських держав, в Шотландії укріпилося протестантство.

## Сім'я

### Чоловіки

1 Людовик (1510—1536)
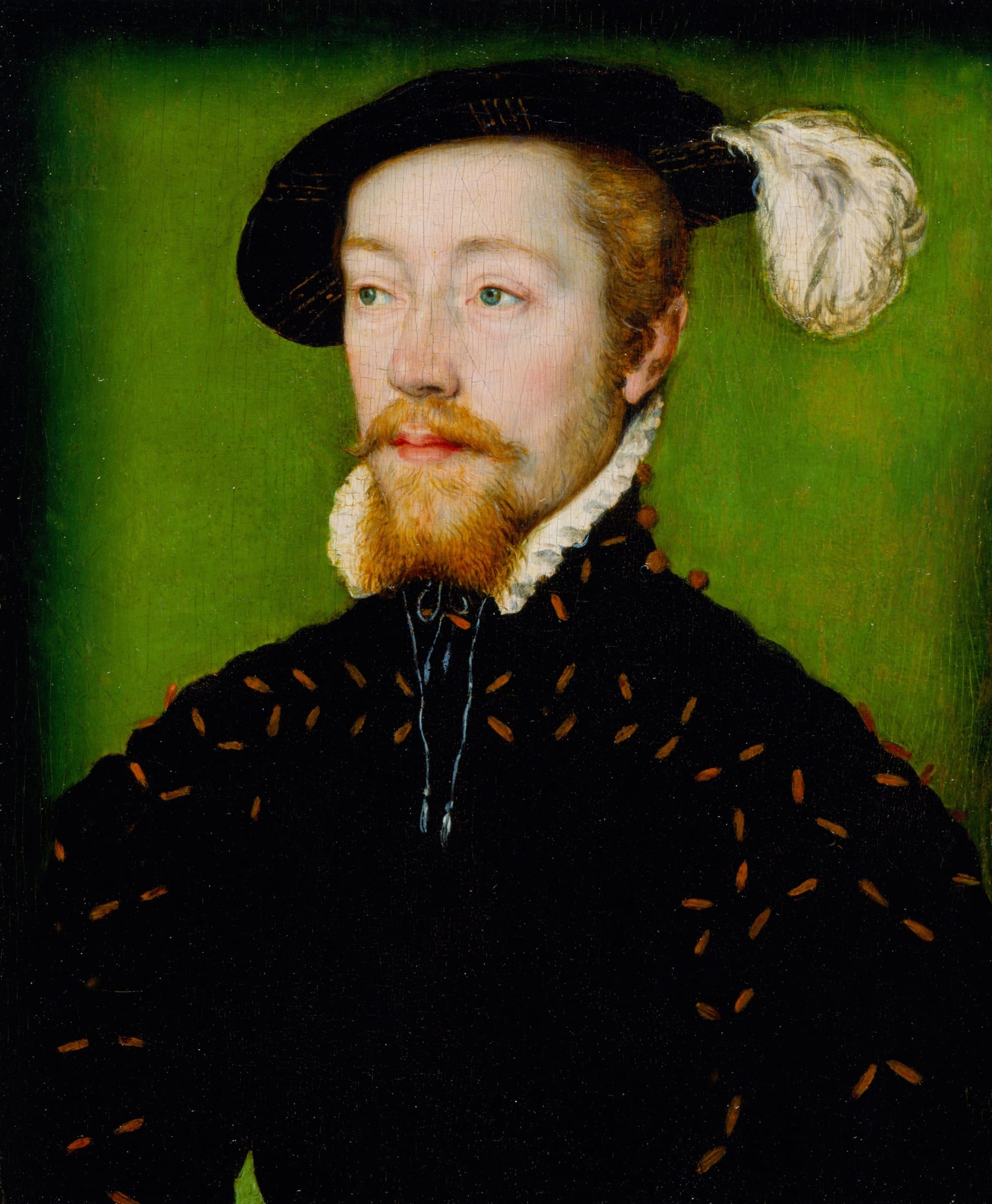
2 Яків (1512—1542)

### Діти
- Від першого чоловіка:

1 Франциск (1535—1551)
2 Людовик (1536)

- Від другого чоловіка:

1 Яків (1540—1541)
2 Артур-Роберт (1541)
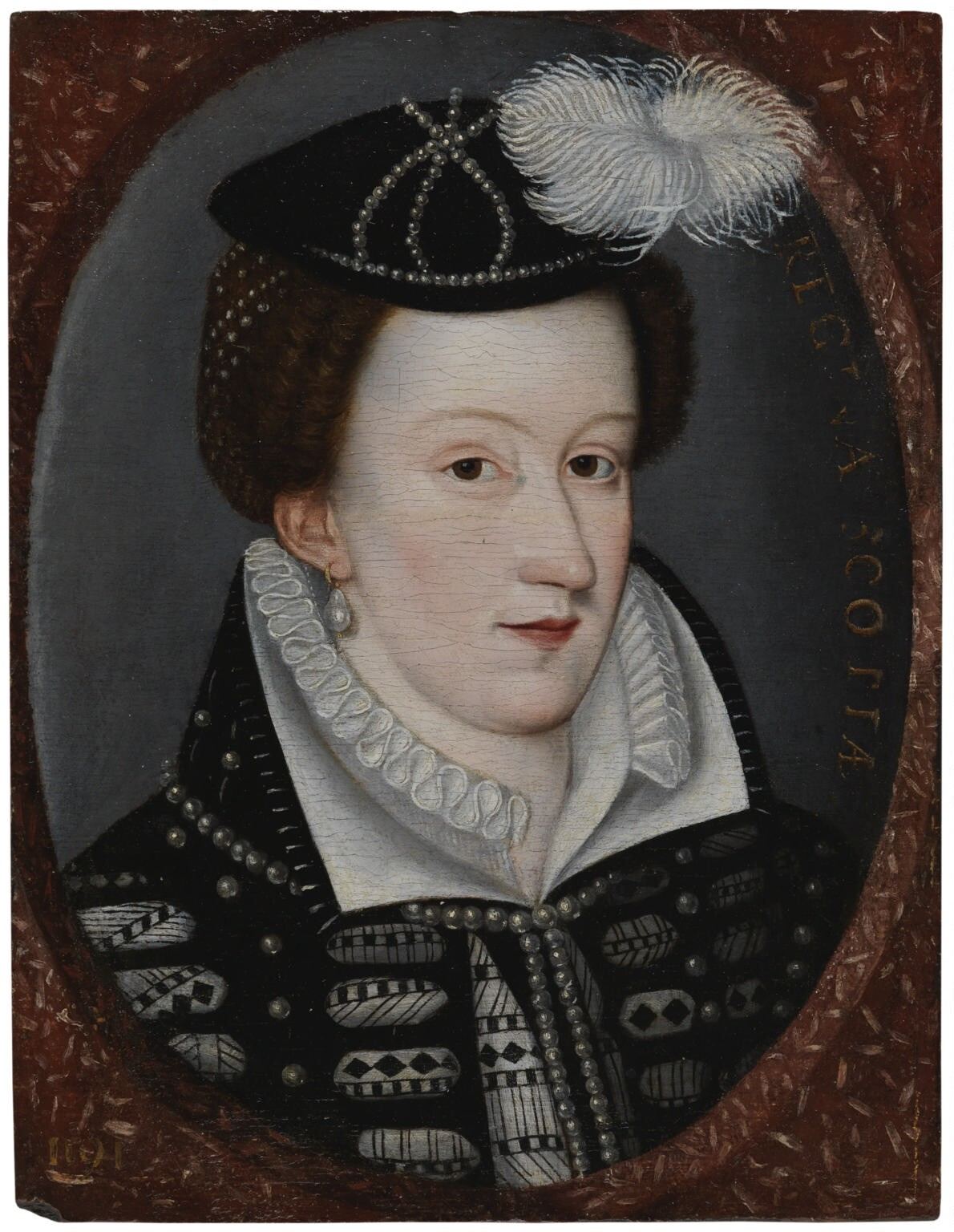
3 Марія (1542—1587)

## У популярній культурі
- У телесеріалі «Царство» (2013—2017) роль Марії де Гіз виконала американська акторка Емі Бреннеман.